# Chasmanthieae
Tribu
Les Chasmanthieae sont une tribu de plantes monocotylédones de la famille des Poaceae, sous-famille des Panicoideae, originaire d'Afrique et d'Amérique du Nord.
C'est une petite tribu regroupant six espèces en deux genres. 
Contrairement à beaucoup d'autres clades de la sous-famille des Panicoideae, elle utilise la voie photosynthétique en C3.

## Liste des genres et espèces
Selon The Plant List, :
- Bromuniola  Stapf & C.E.Hubb :
  - Bromuniola gossweileri Stapf & C.E.Hubb.
- Chasmanthium Link :
  - Chasmanthium curvifolium (Valdés-Reyna, Morden & S.L.Hatch) Wipff & S.D.Jones
  - Chasmanthium latifolium (Michx.) H.O.Yates
  - Chasmanthium laxum (L.) H.O.Yates
  - Chasmanthium nitidum (Baldwin ex Elliott) H.O.Yates
  - Chasmanthium ornithorhynchum Nees